# ヴィクトリア・ルイーゼ・フォン・プロイセン
ヴィクトリア・ルイーゼ・フォン・プロイセン（ドイツ語: Viktoria Luise von Preußen, 1892年9月13日 - 1980年12月11日）は、ハノーファー王家家長・ブラウンシュヴァイク公エルンスト・アウグストの妃。愛称はシシィ(Sissy)

## 生涯

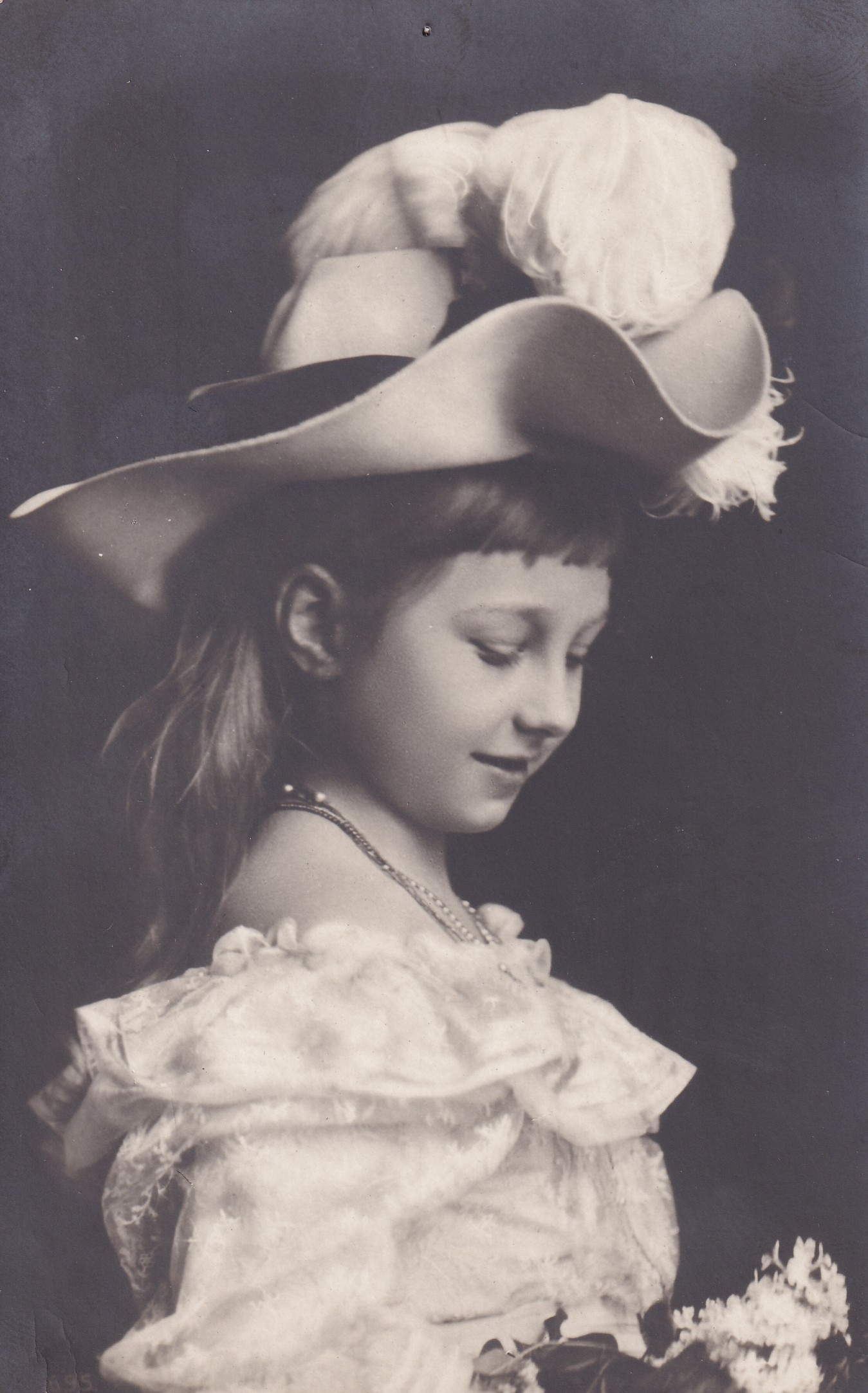
10歳の頃のヴィクトリア･ルイーゼ王女

ドイツ皇帝ヴィルヘルム2世と皇后アウグステ・ヴィクトリアの末子で、唯一の娘としてポツダム近郊の大理石宮殿で生まれた。
1913年5月14日、ベルリンでエルンスト・アウグストと結婚した。この結婚式は、第一次世界大戦前に各国の王侯貴族が最後に一堂に会した非常に華やかなものだったという。一人娘を手放さなければならない母アウグステ・ヴィクトリアは、前夜寂しさにむせび泣いたと伝えられる。
1866年の普墺戦争でオーストリア方について敗れたハノーファー王国はプロイセン王国に併合され、エルンスト・アウグストの祖父ゲオルク5世は廃位されていたが、ホーエンツォレルン家の皇女がハノーファー家に嫁いだことで、両家の対立が解消したとされた。
ヴィクトリア・ルイーゼは、ヴィルヘルム2世の子女のうちでも最も長生きし、1980年にハノーファーで没した。

## 子女
エルンスト・アウグスト3世との間に4男1女を儲けた。
- エルンスト・アウグスト（1914年 - 1987年） - ハノーファー家家長
- ゲオルク・ヴィルヘルム（1915年 - 2006年）
- フリーデリケ・ルイーゼ（1917年 - 1981年） - ギリシャ王パウロス1世妃
- クリスティアン・オスカー（1919年 - 1981年）
- ヴェルフ・ハインリヒ（1923年 - 1997年）

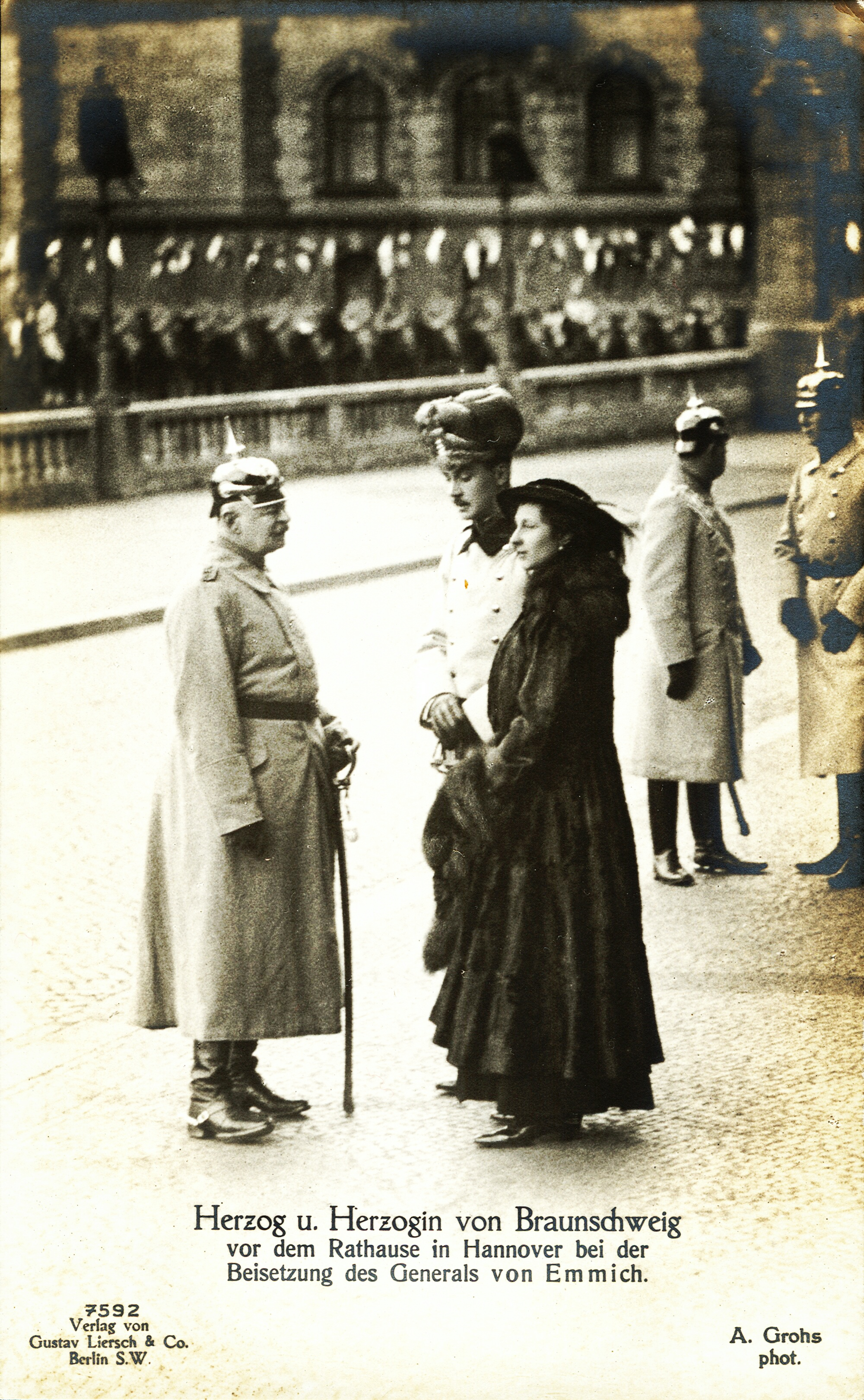
夫エルンスト・アウグスト3世、オルデンブルク大公フリードリヒ・アウグスト2世（左）と（1915年）